# Ostsee Express
Ostsee Express (in italiano Espresso del Mar Baltico) è una relazione ferroviaria notturna tra Berlino Lichtenberg e Copenaghen via Warnemünde -Gedser. 
Operativa fino alla metà degli anni novanta e cessata con la chiusura del servizio di ferry-boat tra Warnemünde e Gedser.
Il treno era costituito da materiale rotabile DR con rinforzi di vetture DSB nella tratta Gedser-Copenaghen.
Dopo la chiusura della linea storica, il nome è stato ripreso da una linea regionale privata tedesca che collega Dresda a Zinnowitz.